# 島津義弘
島津義弘（1535年8月21日—1619年8月30日）是日本安土桃山時代的岛津家大名，島津氏第十七代當主。島津貴久的次子。母親是雪窗夫人。幼名又四郎，官位為兵庫頭、侍從、參議。死後更被追贈正三位。育有兒子久保、忠恒、萬千代丸以及忠清。

## 經歷

### 早期
岛津义弘於薩摩國伊作龜丸城出生，幼名又四郎。元服後取名「忠平」；1586年接受義昭的偏諱改名「義珍」，翌年又改名義弘。
天文23年（1554年）岩劍城城主祁答院良重聯合入来院重嗣、蒲生範清、菱刈重豐反對島津氏。當時名叫忠平的島津義弘跟隨父親貴久，在大隅國西部與聯軍作戰，擊敗了他們。這也是島津義弘的初陣（首次作戰）。弘治3年（1557年），參與對大隅大名蒲生氏的戰鬥中，第一次取得敵將首級，但這場戰鬥中他也因身中五箭而重傷。
永禄3年3月19日（1560年4月24日），豐州家的島津忠親由於無法抵擋日向國大名伊東義祐的頻繁進攻，向貴久求救。貴久讓忠平作忠親的養子，鎮守飫肥城。不過在永祿5年（1562年），貴久遭到了肝付氏的猛烈進攻，被迫召回了忠平，使養子協議成為一紙空文。
島津氏幫助北原氏從伊東氏那裡奪回了失去的領地。真幸院司北原兼幸有反叛北原氏的跡象，忠平便進入了真幸院之地，從此以後，忠平以飯野城為自己的居城。
永祿9年（1566年），島津貴久將家督之位讓給了長子義久。此時，伊東義祐築造三之山城，計劃以此為據點攻打飯野城。忠平同兄義久、弟歲久一起，趁城未建好之時發動襲擊，但遭到伊東氏援軍的擊敗，忠平身負重傷，被迫撤退。

### 勢力的擴大
1572年，在木崎原之戰中，忠平率領300名士兵從後奇襲大败伊东軍。此戰中他勇猛非常，雖然島津氏方面傷亡極慘重，但也為島津氏的擴張奠定基礎。
1577年，忠平徹底將伊東氏勢力逐出日向，剷除了島津氏的宿敵。而與伊東氏結盟的大友氏得知消息後，迅速派兵攻打日向。在耳川之戰中，忠平輔佐兄長義久，大破大友氏。1585年，攻打八代城，肥後國守護代阿蘇氏投降。他多次代替兄長擔任總大將，立下赫赫戰功。天正14年（1586年）攻打豐後，逐步蠶食、策反大友氏的領地、城主，然而義弘的軍勢攻不下志賀親次所守備的岡城，隨後輾轉派出分隊的其他攻勢也遭到大友方各處城主如朝倉一玄、阿南惟秀、帆足鑑直與其妻鬼御前、森鎮生、宿利外記等人的頑強抵抗而挫敗，使得戰線的連動不甚順暢，影響到四弟家久的軍勢而在堅田合戰敗於佐伯惟定與山田宗昌、攻略利光鑑教的賀鶴城也形勢不利，為此義弘受到了家久指責未盡力領導軍隊進行連動攻勢的譴責(豐薩合戰)。
此年，接受幕府將軍足利義昭的偏諱，改名「義珍」；翌年改名義弘。
天正15年（1587年），大友氏向豐臣秀吉求救，豐臣秀吉發動九州征伐。義弘與義久都主張對豐臣氏作戰。家久利用擅长的“釣野伏”战术（即诱敌深入），在戶次川之戰中，一度大破丰臣、大友聯军，杀死长宗我部信亲等人，受到吉弘統幸的殿軍抵擋才暫緩攻勢，後家久趁勢北上奪取府內城，使大友家當主大友義統往北輾轉逃到豐前龍王城，然而家久與義弘的分隊分別於於鶴崎城遭到吉岡妙林尼大敗數次、於杵築城、權現岳城也分別遭到木付鎮直、狹間鎮秀的頑強抵抗，家久本隊攻略大友宗麟的丹生島城也苦戰久攻不下。之後豐臣秀長率兵與大友軍合流，義弘與家久見敵軍勢大於是退出豐後，途中遭到佐伯惟定與志賀親次的連番追擊付出了犧牲而狼狽撤退。隨著豐臣軍南下進擊到日向高城，兩方在根白坂之戰對峙，島津義弘為援助率先衝向敵陣的一族之島津忠隣而拔刀奮勇殺敵，試圖激勵士氣，但由於兵力上的劣勢而大敗。後島津軍的戰況每況愈下，終於在五月八日（西曆6月13日），義久決定向秀吉投降，但義弘仍然堅持主戰。二十二日，義弘終於被義久說服，派兒子久保前往豐臣軍中作人質。義久剃髮出家並改名龍伯，由義弘繼承家督，但龍伯仍掌握實權。雖然島津氏被保全，但僅擁有薩摩和大隅兩國，以及日向國的諸縣、真幸院等地。力主和議的島津家臣伊集院忠棟受到秀吉的讚賞，在九州進行檢地。忠棟因此受到島津氏一門的敵視。
1588年，島津義弘上洛，朝見秀吉。為了以示恩寵，秀吉賜予了龍伯「豐臣」之姓，義弘則被賜予「羽柴」之姓。

### 豐臣政權之下
此後，島津義弘参与丰臣军的小田原征伐，灭亡北条氏。在日本統一之後，豐臣秀吉決定入侵朝鮮，慶長2年（1592年），秀吉發動侵略朝鮮的戰爭。義弘与侄兒岛津丰久都參加了這場戰爭。義弘的兵團隸屬於毛利勝信的第四军团，負責進攻朝鮮的江原道。島津義弘所率的兵團人數為一萬人，是第四軍團中人數最多的兵團。不過，在召集出征兵團之時，島津氏領地發生反對出兵朝鮮的梅北一揆事件，使得島津兵團渡海之日被迫推遲，此後秀吉不信任義弘，義弘被迫要在朝鮮戰場上立功來消除秀吉的疑慮。
在1597年7月的漆川梁海戰中，義弘與藤堂高虎等部一起大敗朝鮮水軍，殺死朝鮮將領元均。8月參加南原城之戰。全州會議之後，義弘率兵團自忠清道扶余郡北伐，經過井邑，直到全羅道的海南南下。此後自10月末起負責防守半島南端的泗川。1598年陰曆9月，在泗川之戰因明軍軍營中火藥庫失火爆炸而以七千兵力大破明將董一元五萬兵馬，使日軍免於在朝鮮半島全軍覆沒的命運。

#### 露梁海戰
九月十九日到十月四日明朝與朝鮮聯軍原本打算海陸包夾小西行長防守的日軍最左翼的順天城（順天城之戰），經過近一個月的戰鬥之後聯軍攻城失敗，不但順天城未能攻下，其他兩路之兵皆被日軍擊敗。
1598年8月，太閤豐臣秀吉病死於京都伏見城；10月，執掌權力的德川家康等五大老決議撤兵，於是向在朝鮮的日本部隊下達命令準備撤退。11月，日軍以駐在蔚山的加藤清正軍團為首，開始分批撤退。此時明軍則分道進擊，由廣東南澳水師副總兵陳璘統率新任副總兵鄧子龍、遊擊馬文煥等部，以戰艦數百，分佈於忠清道、全羅道、慶尚道等諸道海口預備截擊由海路撤退的日軍。
原本，小西行長與明軍將領劉綎達成共識，讓日軍安全撤軍而明軍則不追擊，於十一月十日準備撤出順天城，不料明軍出爾反爾，派出船隊從海上堵住了日軍的退路。小西行長於是派人向泗川城的島津義弘等人求救。 於是島津義弘、宗義智、高橋統增、立花宗茂等日軍猛將在集結，於十七日凌晨出發前往救援小西行長，而得知日軍即將援助小西行長，陳璘派鄧子龍偕同由李舜臣統率的朝鮮水師出擊。雙方船隊在露梁海上相遇，爆發了史稱「露梁海戰」戰役。
戰鬥一開始，島津義弘雖知道明朝聯軍設伏於觀音浦與南海島西北岸之間，但是為了讓小西行長成功撤退，義弘假裝掉入明朝聯軍的埋伏以吸引最多可能的敵軍，於是選擇了從海峽中間突破的戰術。島津部將樺山久高首先率領部隊突圍成功，島津軍使出勢弱之勢意圖吸引明朝聯軍追擊，鄧子龍眼見日軍就要突圍成功，趕忙追擊島津軍卻反而被島津軍的“釣野伏”所包圍，李舜臣見鄧子龍被島津軍包圍趕緊前來救援，卻身中流弹而亡。在島津義弘的力戰下，日軍成功突破封鎖，並達成掩護小西行長撤退的目的後，從容撤離戰場並與日軍主力合流，駛向對馬回到九州的名護屋城,但此役日軍損失超過兩百艘戰船依舊大於明朝鮮聯軍,不過以成功撤退收場。。

### 關原之戰
秀吉死後，島津氏一門對伊集院忠棟的不滿終於爆發。慶長4年（1599年），由於家督繼承權問題，義弘之子忠恒殺死了忠棟。此後忠棟之子伊集院忠真發動莊內之亂，島津氏內部發生了嚴重分裂，分為以龍伯為首的反豐臣派和以義弘為首的中立派，家臣集團也都分裂為兩派，互相鬥爭。義弘只得將女兒御下嫁給了忠真，達成和睦。不過此後，義弘沒有本國島津軍的決定權。
1600年，德川家康發動會津征伐，討伐上杉景勝。義弘接受家康的邀請，率1000人北上。伏見城被西軍圍攻時，但是伏見城城主鸟居元忠拒絕其进入伏見城，義弘一怒之下決定加入西軍。因为義弘的兵力较少，受到石田三成等西軍首腦的輕視，处于次要战场上按兵不動。關原之戰前夕，義弘向石田三成提議夜襲東軍軍營，這個方案得到宇喜多秀家的支持，但石田三成没有同意。在關原戰場中在西軍幾乎瓦解的時，義弘使用「捨奸」戰術，由正面突破东军优势兵力包围，击伤東軍追擊的井伊直政、松平忠吉及本多忠勝等德川的重要武將。但是这也使他失去多名主要将领，如島津豐久和長壽院盛淳。最終，義弘從伊勢撤離返回薩摩。義弘僅有的三百兵力，得以成功突破東軍十萬多人包圍，引起全國轟動。
關原之戰後，島津氏非常擔心德川家康會前來討伐，全境進入戒備狀態。憤怒的德川家康命令九州大名黑田氏、加藤氏、鍋島氏合兵三萬討伐島津氏。但島津氏在關原之戰中並無重大兵力損失，仍保有一萬多的兵力。家康擔心九州的外樣大名因不滿而再度反叛，撤銷了討伐島津的命令。島津龍伯便以純粹是義弘的私自行動為由，以近衛前久為中介，与德川家康交涉，成功保住了領地。義弘辭去家督之位，由島津忠恒繼承家督。

### 晚年
義弘辭去家督之位後，退往加治木城隱居，隨後剃髮出家，改名惟新斋。此後，島津氏由龍伯、義弘、忠恒（後改名家久）共同統治薩摩藩，但義弘、忠恒卻與龍伯互相掣肘，關係非常惡劣。1605年，義弘和忠恒計劃渡海進攻琉球，龍伯便提出強烈的反對。最終三方於1609年共同派出三千人入侵琉球。
義弘於元和5年7月21日（1619年8月30日）死於加治木城，死时共有13名家臣随他自盡。法名為妙圓寺殿松齢自貞庵主。
大正7年（1918年）8月23日，大正天皇以特旨追贈義弘正三位。

## 評價
- 岛津义弘因作战勇猛，被祖父島津忠良稱讚“雄武英略”（雄武英略をもって他に傑出する）。

## 逸聞
島津義弘曾在文祿慶長之役時，從朝鮮帶回七隻貓，並以貓的瞳孔張開程度來計時。回國後為生還的兩隻貓建立貓神神社，現在成為鹿兒島地方鐘錶業界參拜的神社。
島津義弘在《明史》中以音譯「石蔓子」之名記載，在《朝鮮王朝實錄》中以「沈安頓」、「沈安頓吾」等名字記載。部分日本的史料中稱明、朝聯軍因十分畏懼島津義弘，而稱他為「鬼石曼子」（グイシーマンズ），此事应当不符合事实。按照古代中國文字用法，並沒有給猛將“鬼”字當讚美的傳統，只有日本才以鬼稱呼；若为日语，则島津音譯為石曼子，但是鬼字卻未以音譯也說不通。

## 脚注
1. 1 2 3 4  《裂帛 島津戰記》
2. ↑  村川浩平《日本近世武家政權論》，P22・P23、P29、P39。
3. ↑  朝鮮史料《乱中雑錄》：”賊兵殊死血戰，勢不能支，乃退入觀音浦。”
4. ↑  日本参謀本部編纂（日語）
5. ↑  《島津家代代軍記》
6. ↑  島津修久，
7. ↑  《裂帛 島津戰記》P21、P87
8. ↑  元重挙『和国誌』ソミョン出版、2006。

## 登場作品
小說
- 島津義弘（光文社、德永真一郎（日语：徳永真一郎）著）
- 島津義弘（PHP研究所、加野厚志（日语：加野厚志）著）
- 島津義弘（學研、江宮隆之（日语：江宮隆之）著）
- 島津奔逐（新潮社、池宮彰一郎（日语：池宮彰一郎）著）
- 戰國維新 島津東征傳（學研、荒川佳夫著）
- 島津三國志（德間書店、井川香四郎（日语：井川香四郎）著）
- 衝天之劍 島津義弘傳（角川春樹事務所、天野純希（日语：天野純希）著）
- 鬥將 島津義弘（学陽書房、野中信二著）
- 島津四神傳 戰國屈強兄弟的九州統一軍記（朝日新聞社、片山洋一著）
- 戰始末（講談社、矢野隆（日语：矢野隆 (小説家)）著）

電影
- 《露梁：死亡之海》（2023年，由白潤植飾演）

電視劇
- 春之坂道（日语：春の坂道）（1971年、NHK大河劇、演：郡司良）
- 黃金的日子（日语：黄金の日日）（1978年、NHK大河劇、演：平泉征）
- 關原（日语：関ヶ原 (テレビドラマ)）（1981年、TBS、演：大友柳太朗）
- 德川家康（1983年、NHK大河劇、演：田崎潤）
- 真田太平記（日语：真田太平記 (テレビドラマ)）（1985年、NHK、演：早川雄三）
- 風雲!真田幸村（日语：風雲!真田幸村）（1989年、TX、演：市川右太衛門）
- 柳生武藝帳 十兵衛五十人斬（日语：柳生武芸帳#1990年-1992年）（1990年、NTV、演：高橋幸治）
- 葵德川三代（2000年、NHK大河劇、演：麿赤兒）
- 功名十字路（2006年、NHK大河劇、演：岩崎博）
- 戰國自衛隊・關原之戰（日语：戦国自衛隊・関ヶ原の戦い）（2006年、NTV、演：河原佐武）
- 軍師官兵衛 （2014年、NHK大河劇、演：笠原龍司（日语：笠原竜司））

遊戲
- 戰國無雙系列 &無雙OROCHI系列（光榮、配音：江川央生）
- 戰國BASARA（CAPCOM、配音：緒方賢一）